# Нержавеющая сталь AISI 316

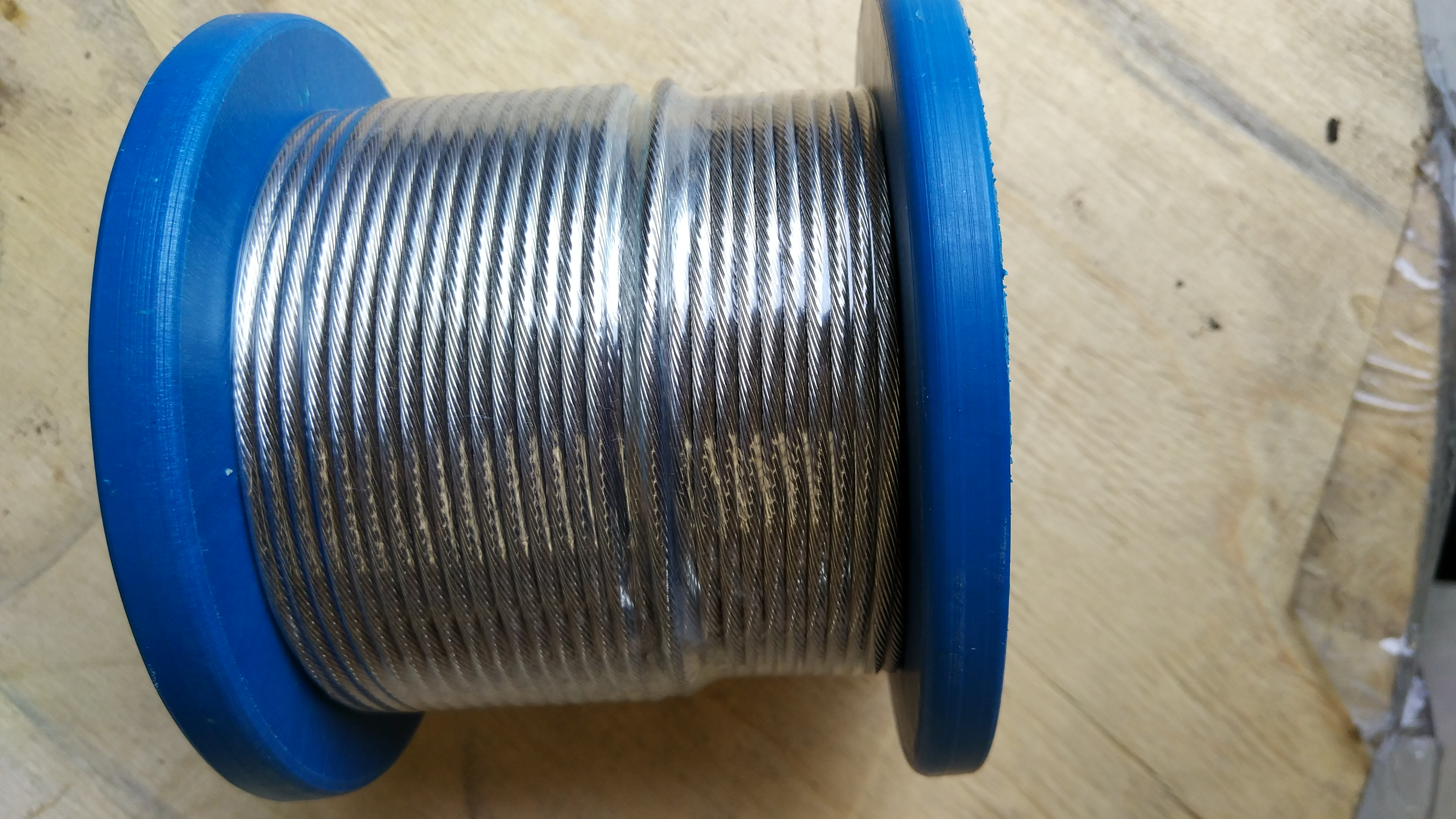
Трос из стали AISI 316, использующийся в морском деле

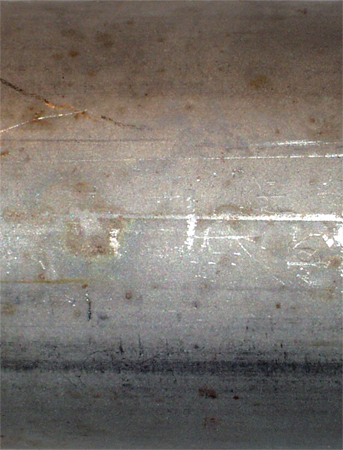
Лист стали AISI 316L

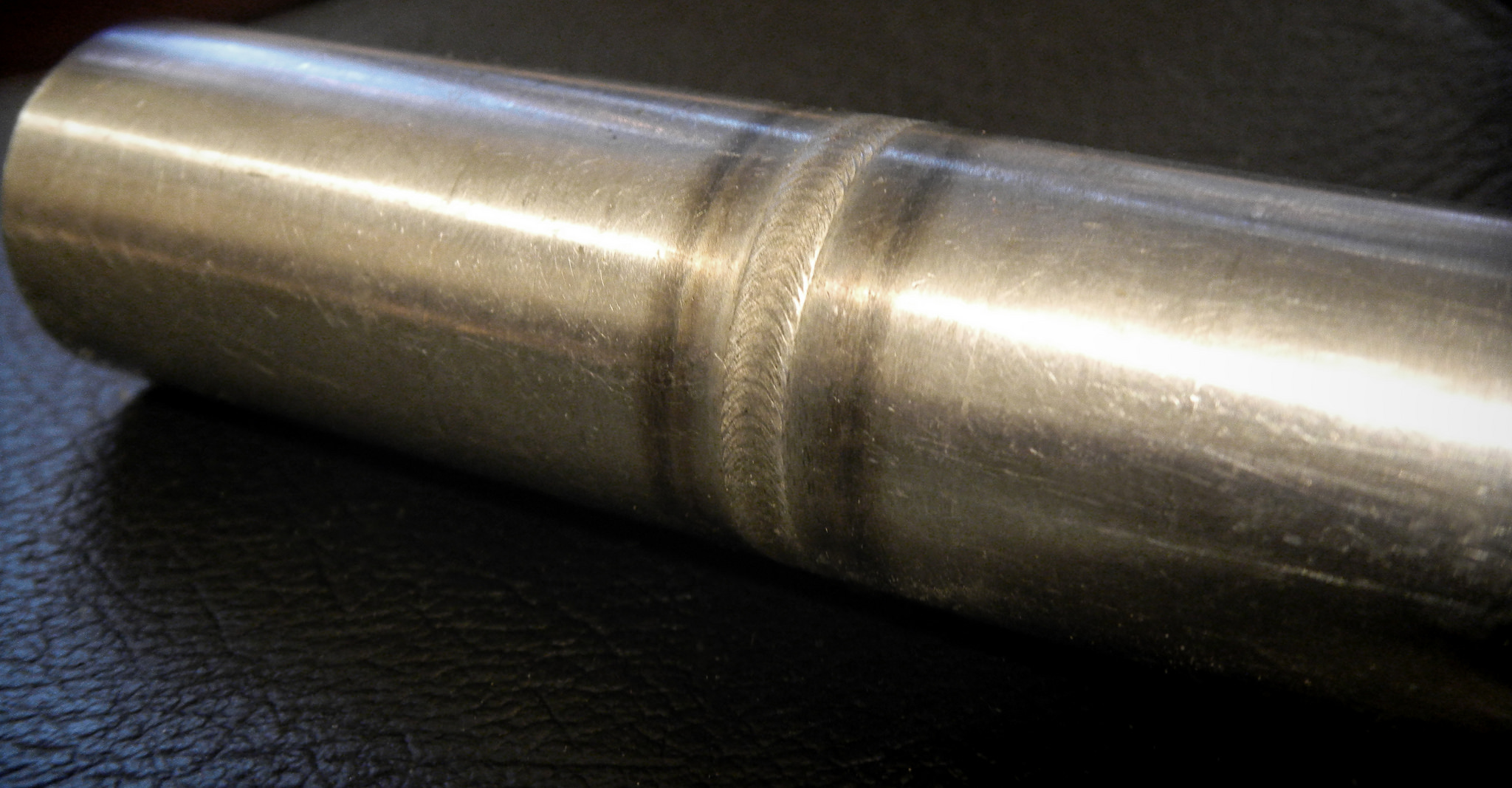
Сваренные отрезки трубы из AISI 316L

AISI 316 — марка аустенитной нержавеющей стали на базе AISI 304, улучшенная добавлением 2-3 % молибдена, благодаря чему сталь становится особенно устойчивой к коррозии, высоким температурам и агрессивным средам. Аналоги в СНГ — 08Х16Н11М3, 10Х17Н13М2. В англоязычных источниках обозначается как сталь для морского применения — англ. Marine grade stainless.

## Свойства
Как и другие аустенитные стали, AISI 316 довольно плохо проводит тепло и электричество. Сталь AISI 316 может также при надобности использоваться в качестве маломагнитного материала.
| Компонент | Масс. %        |
| --------- | -------------- |
| Fe        | остальное      |
| C         | не более 0,08  |
| Cr        | 16 — 18        |
| Ni        | 10 — 14        |
| Mn        | не более 2     |
| Mo        | 2,0-3,0        |
| Si        | не более 0,75  |
| P         | не более 0,045 |
| S         | не более 0,03  |
| N         | 0,10           |

## Разновидности
Семейство 316 марки включает в себя:
- Марка стали AISI 316 используется в пищевой и химической промышленности, для изготовления оборудования для нефтепереработки, в атомной промышленности.
- Марка стали AISI 316L имеет пониженное содержание углерода и применяется в целлюлозно-бумажной промышленности, в средах в присутствии галогенов, из AISI 316L в том числе изготавливают медицинские имплантаты, также во многих средах показывает устойчивость к межкристаллитной коррозии.
- Марка стали AISI 316F относится к автоматным сталям и применяется для массового производства деталей на поточных линиях. Количество молибдена в этом подтипе ниже, а требования к содержанию серы и фосфора не такие жёсткие.
- Марка стали AISI 316N содержит до 0,16 % азота (по сравнению с 0,10 % N в AISI 316), что придаёт этому варианту ещё более высокую устойчивость к точечной и щелевой коррозии. Материал применяется при изготовлении инструментов и приспособлений для работы с химическими реактивами.

## Применение
Добавление молибдена делает сталь более устойчивой в агрессивных средах к воздействию кислот и галогенов, включая хлор, повышает стойкость к солям морской воды, и как следствие улучшает сопротивление питтинговой коррозии, она не абсолютно устойчива к коррозии, но превосходит по этому параметру многие распространённые нержавеющие стали настолько, что из неё делают, в частности, хирургические инструменты и медицинские имплантаты. В силу широкой доступности этой стали она также часто используется при изготовлении бижутерии, а также при производстве пирсинга и иных украшений.